# Тюрин, Виктор Николаевич (партийный деятель)
Виктор Николаевич Тюрин (род. 20 апреля 1927, Долматовка) — советский хозяйственный и политический деятель. Член КПСС. Делегат XXIV съезда КПСС.

## Биография
Родился 20 апреля 1927 года в селе Долматовка Самарской губернии.
В 1967—1970 гг. — председатель Тюменской областной плановой комиссии
В 1970—1976 гг. — первый секретарь Ямало-Ненецкого окружкома КПСС
В 1976—1986 гг. — генеральный директор производственного объединения «Тюменьпромстройматериалы».
В 1986—1991 гг. — заместитель начальника по кадрам и быту управления автомобильного транспорта Тюменьгеологии.
Умер в 2005 году в Тюмени.

## Награды
- Орден Октябрьской Революции
- Орден Трудового Красного Знамени